# Гринфилд (Минесота)
Гринфилд (енгл. Greenfield) град је у америчкој савезној држави Минесота.

## Демографија
По попису из 2010. године број становника је 2.777, што је 233 (9,2%) становника више него 2000. године.
| Група             | 2000.         | 2010.         |
| Белци             | 2.471 (97,1%) | 2.654 (95,6%) |
| Афроамериканци    | 10 (0,4%)     | 11 (0,4%)     |
| Азијати           | 16 (0,6%)     | 37 (1,3%)     |
| Хиспаноамериканци | 20 (0,8%)     | 41 (1,5%)     |
| Укупно            | 2.544         | 2.777         |